# Páskové echo

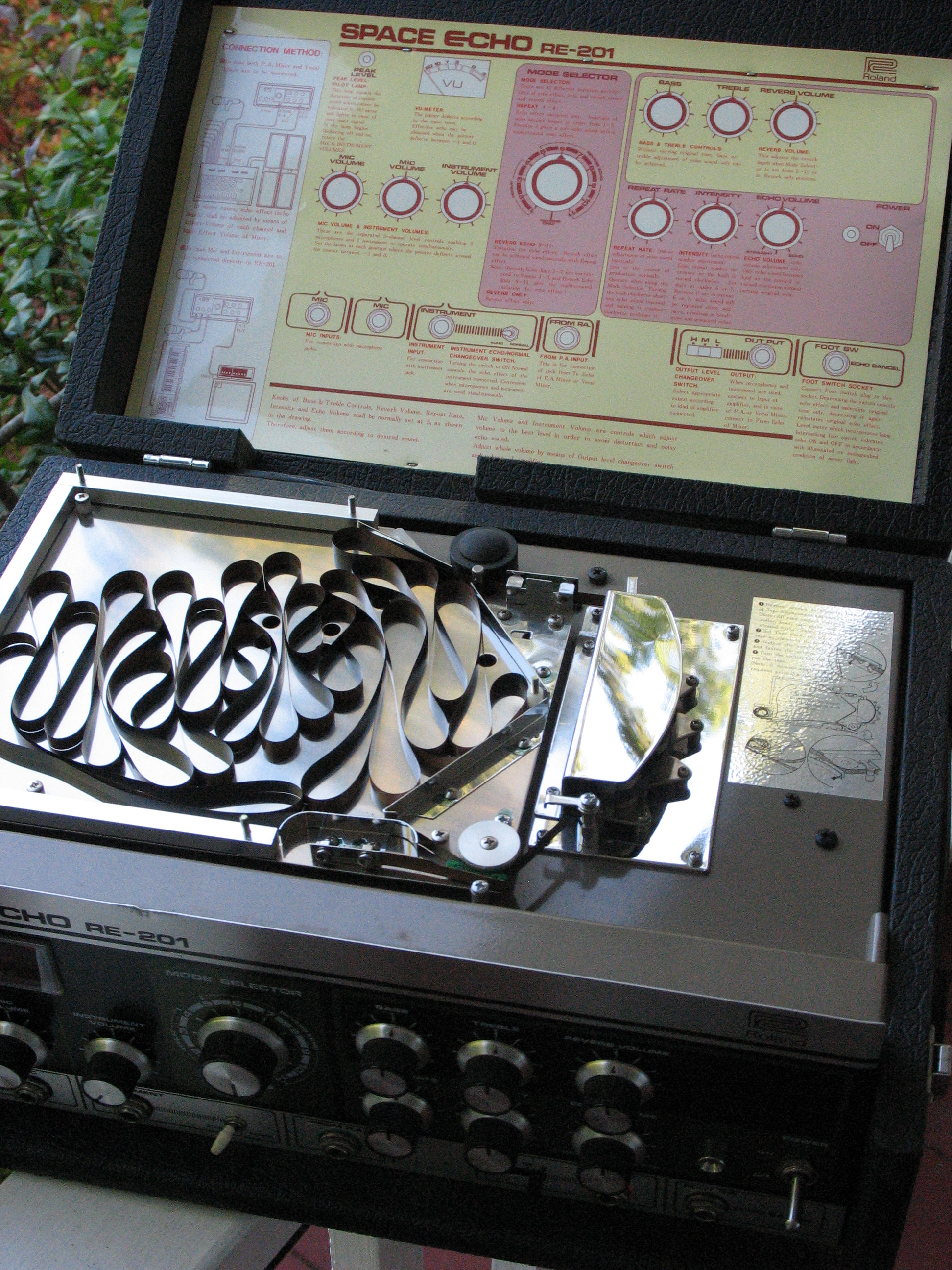
Roland RE-201 legendární páskové echo, pohled do přístroje s odkrytou páskovou drahou

Páskové echo je zjednodušený název pro přístroj, který vytváří simulované ozvěny pomocí záznamu na zmagnetovatelný materiál, obvykle magnetofonový pásek. Používá se především v kombinaci s elektrofonickými nástroji. Přístroj byl populární u kytaristů (například Jimmy Page, Syd Barrett). Efektu vytvořenému tímto přístrojem se říká Delay nebo Echo.
V principu je páskové echo elektromechanické zařízení, v němž se do prstence slepená magnetická páska pohybuje kolem řady magnetofonových hlav. Podobného efektu se dosahovalo i zařízeními, kde místo mag. pásky byl použit bubínek nebo disk pokrytý zmagnetizovatelnou vrstvou.
První hlava na pásku nebo jiné médium zaznamenává zvuk, ostatní jej se zpožděním čtou. Přimísením signálu z dalších hlav k původnímu zvuku je dosaženo efektu vícenásobné ozvěny (echa). Vhodně umístěná mazací hlava záznam obvykle před průchodem kolem záznamové hlavy maže. Nepravidelně umístěné snímací hlavy, nastavitelná rychlost pásku, různé poměry mísení signálu a zavádění zpožděného signálu zpět na vstup přístroje umožňují dosahování různých triků, např. i simulaci přirozeného dozvuku místnosti apod.
V současné době lze stejný efekt vytvořit čistě elektronickou cestou bez potřeby mechanických částí. Např. může navzorkovaný signál být zpožděn speciálním BBD obvodem nebo digitalizovaný zvuk může být uložen do paměti počítače a se zpožděním opět vyvolán apod. Některá moderní zařízení umí simulovat páskové přístroje i s jejich nevýhodami (šum, kolísání rychlosti, zkreslení apod.).
Pásková echa byla vyráběna zejména v době, kdy rozvoj techniky prakticky jiné řešení neumožňoval. Pravděpodobně první přístroje jsou z 50. let minulého století (Echosonic, Echoplex). Nejznámějším výrobcem páskových přístrojů byla japonská firma Roland Corporation, která v 70. letech 20. století uvedla na trh řadu přístrojů na tomto principu (RE-100 Echo Chamber, RE-200 Echo Chamber, RE-101 Space Echo, RE-201 Space Echo, RE-301 Chorus Echo, RE-501 Chorus Echo). Na podobném principu, ale mnohem méně kvalitnější přístroje byly vyráběny i v zemích socialistického tábora, např. v ČSSR přístroje Echolana a Studio Echo.